# Carsonus irroratus
Carsonus irroratus är en insektsart som beskrevs av Ball 1902. Carsonus irroratus ingår i släktet Carsonus och familjen dvärgstritar. Utöver nominatformen finns också underarten C. i. spicatus.